# Kircevo, Loveci
Kircevo (în bulgară Кирчево) este un sat în comuna Ugărcin, regiunea Loveci,  Bulgaria. 

## Demografie
Componența etnică a satului Kircevo
     Romi (2,99%)
     Bulgari (77,4%)
     Nicio identificare (19,35%)
     Altele (0,56%)
La recensământul din 2011, populația satului Kircevo era de 1.235 locuitori. Din punct de vedere etnic, majoritatea locuitorilor (77,4%) erau bulgari, cu o minoritate de romi (2,99%). Pentru 19,35% din locuitori nu este cunoscută apartenența etnică.